# インターショップ

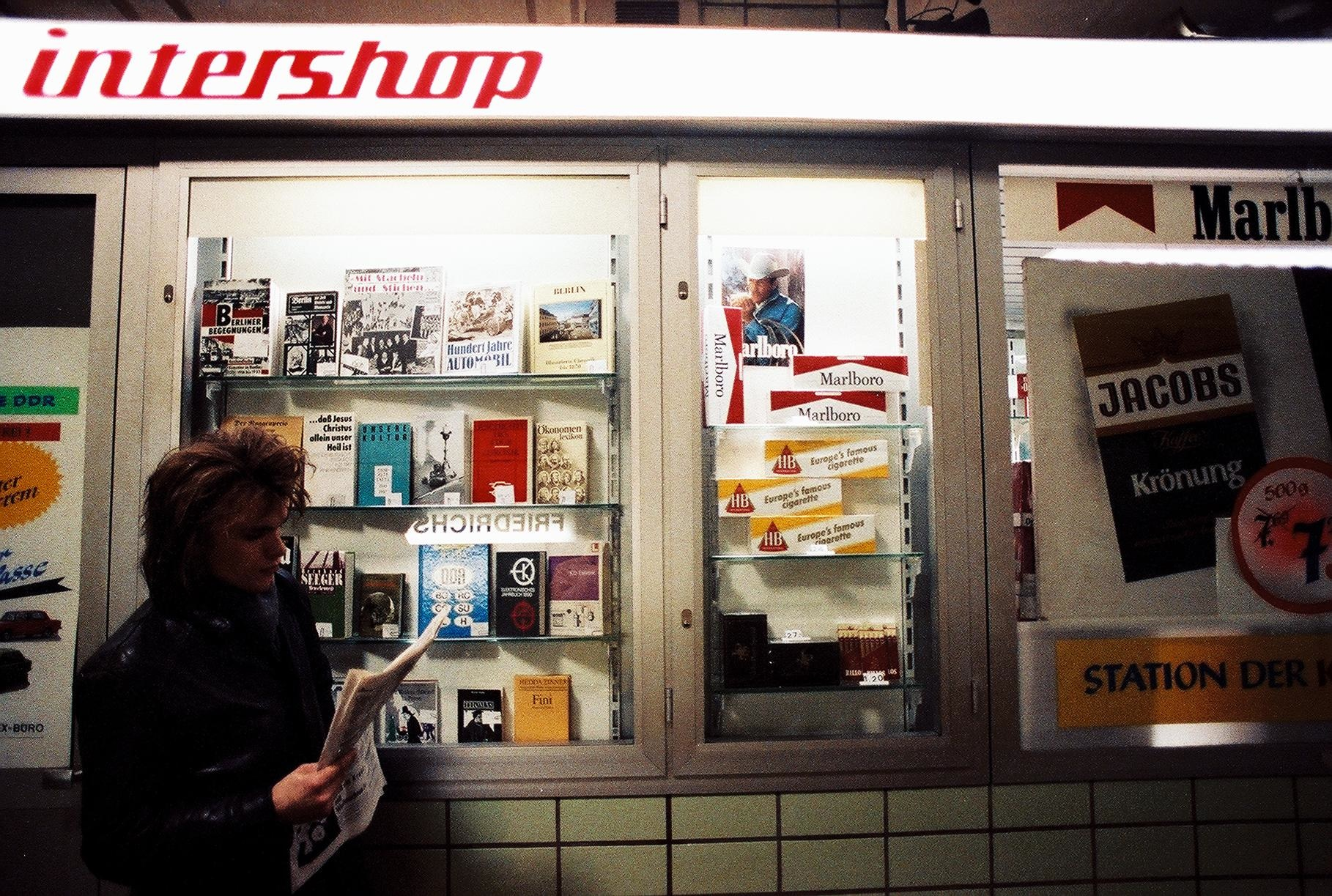
東ベルリン・地下鉄ベルリン＝フリードリヒ通り駅のインターショップ前にて

インターショップ（ ドイツ語: Intershop）は、ドイツ民主共和国（東ドイツ）で1962年に創立された政府所有・運営の小売店のチェーンであり、高品質の商品を購入するためにハード通貨（およびその後のフォーラムチェック）のみを使用できた。 

## 歴史
インターショップは、ドイツ民主共和国（東ドイツ）の政府が所有・運営する小売店チェーンのひとつであり、高品質の商品を購入するためにハード通貨（また後には外貨兌換券の一種であるフォーラムチェック＝Forum checkも）のみを使用でき、東ドイツマルクは支払い手段として受け入れられなかった。もともと西欧諸国からの訪問者を対象としていたが、後に東ドイツ人が他の方法では入手できない商品を購入できる販売店になった。
意図せざる結果としては、普通の東ドイツ人にとって西側で入手可能な商品の選択肢についてある程度の理解が進んで、自国で入手可能だがかなり限られた東側の商品群と比較することができた。
1978年までにはインターショップは東ドイツに100店と広く展開されたが、その後1990年のドイツ再統一段階でインターショップは解体された。

## その他
「インターショップ」名称の商店が、2000年にはベルリンにあった。また、インターネット・コミュニケーションズ（Intershop Communications AG）という1992年創業のインターネット・ショッピングの会社も、ドイツにある。

## 参照項目
- Genex（ドイツ語版） - 西ドイツ国民が、東ドイツにいる親類に贈り物をするためのカタログ販売
- ベリョースカ (Beryozka) - ソビエト連邦にあった似たような国営商店
- 友誼商店 - 中国にあった似たような国営商店